# Moulines (Calvados)
Moulines település Franciaországban, Calvados megyében. Lakosainak száma 274 fő (2022. január 1.). Moulines Barbery, Fontaine-le-Pin, Fresney-le-Vieux, Saint-Germain-le-Vasson és Cesny-les-Sources községekkel határos.

## Népesség
A település népessége az elmúlt években az alábbi módon változott:
| Lakosok száma | 151  | 193  | 216  | 253  | 264  | 293  | 303  | 285  | 276  | 274  |
|               | 1968 | 1982 | 1990 | 2006 | 2013 | 2015 | 2017 | 2019 | 2020 | 2022 |